# Déchets du BTP
Pour un article plus général, voir Déchet.

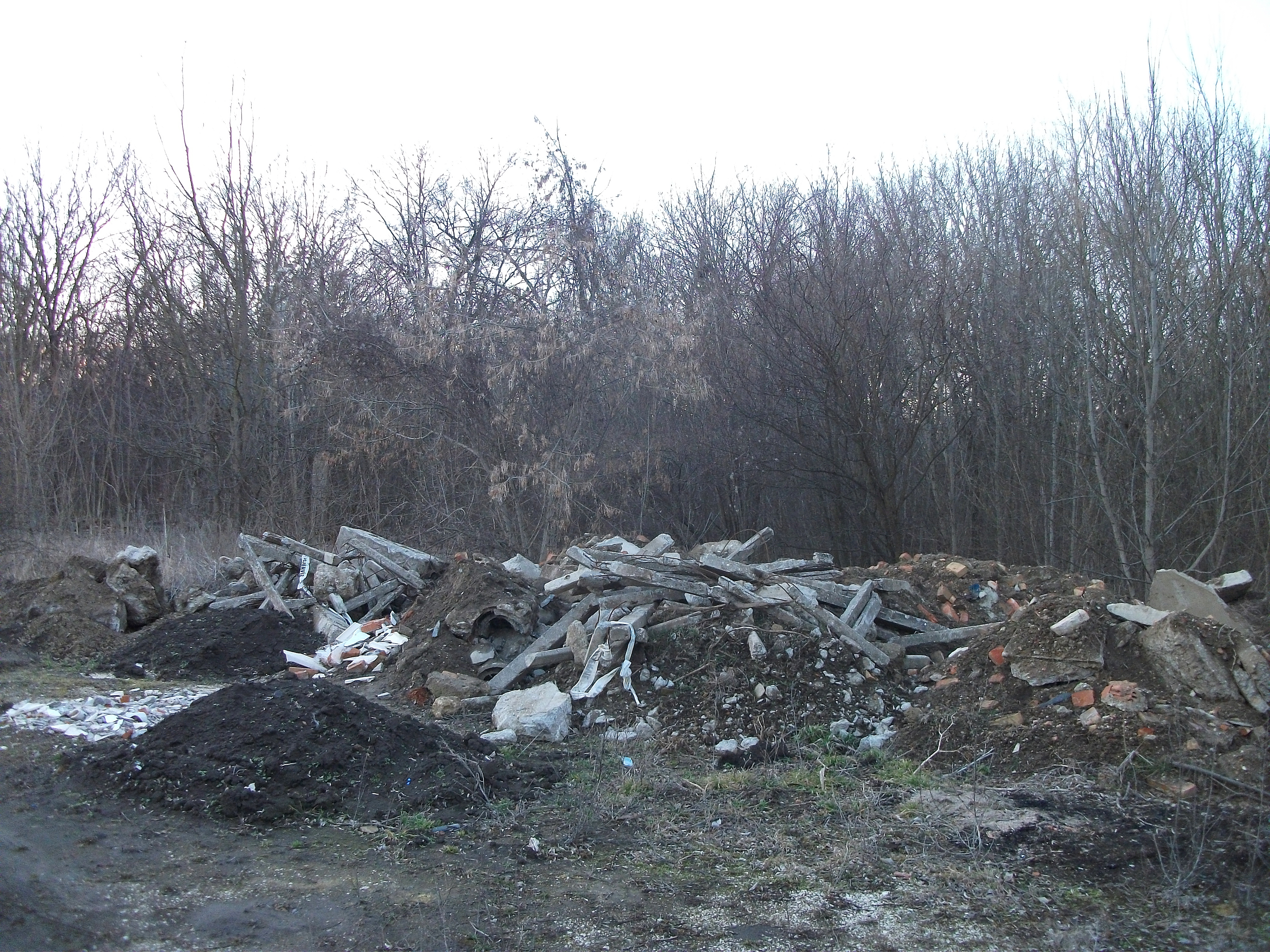
Dépôt sauvage de déchets de construction sont communs, bien qu'illégaux et source de gaspillage de ressources.

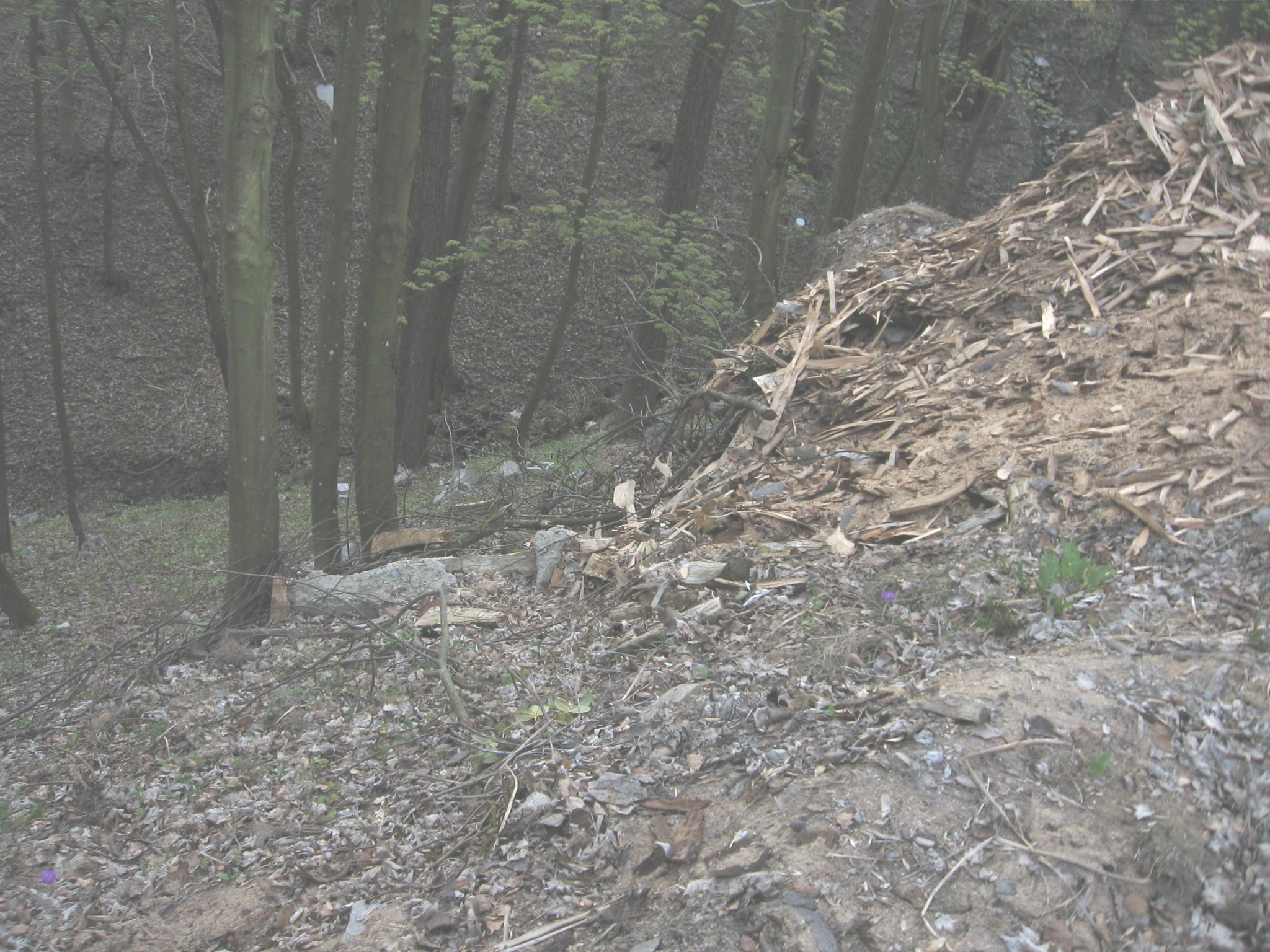
Déversement sauvage (illégal) de déchets du bâtiment (gravats, déchets de bois et autres), ici en bordure nord-ouest d'une réserve naturelle de Rhénanie-du-Nord-Westphalie (2011).

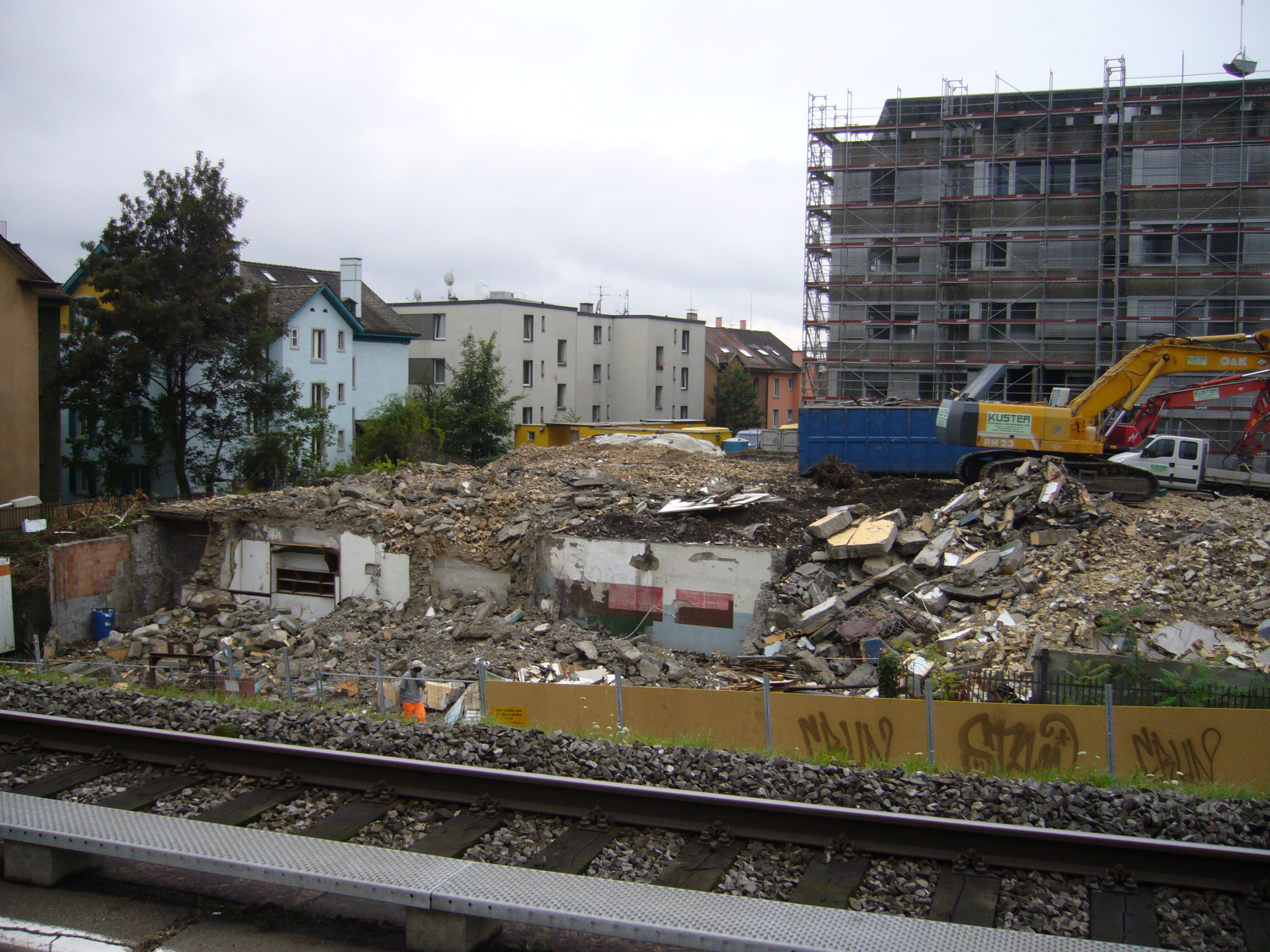
La démolition est l'une des sources importantes de déchets du BTP.

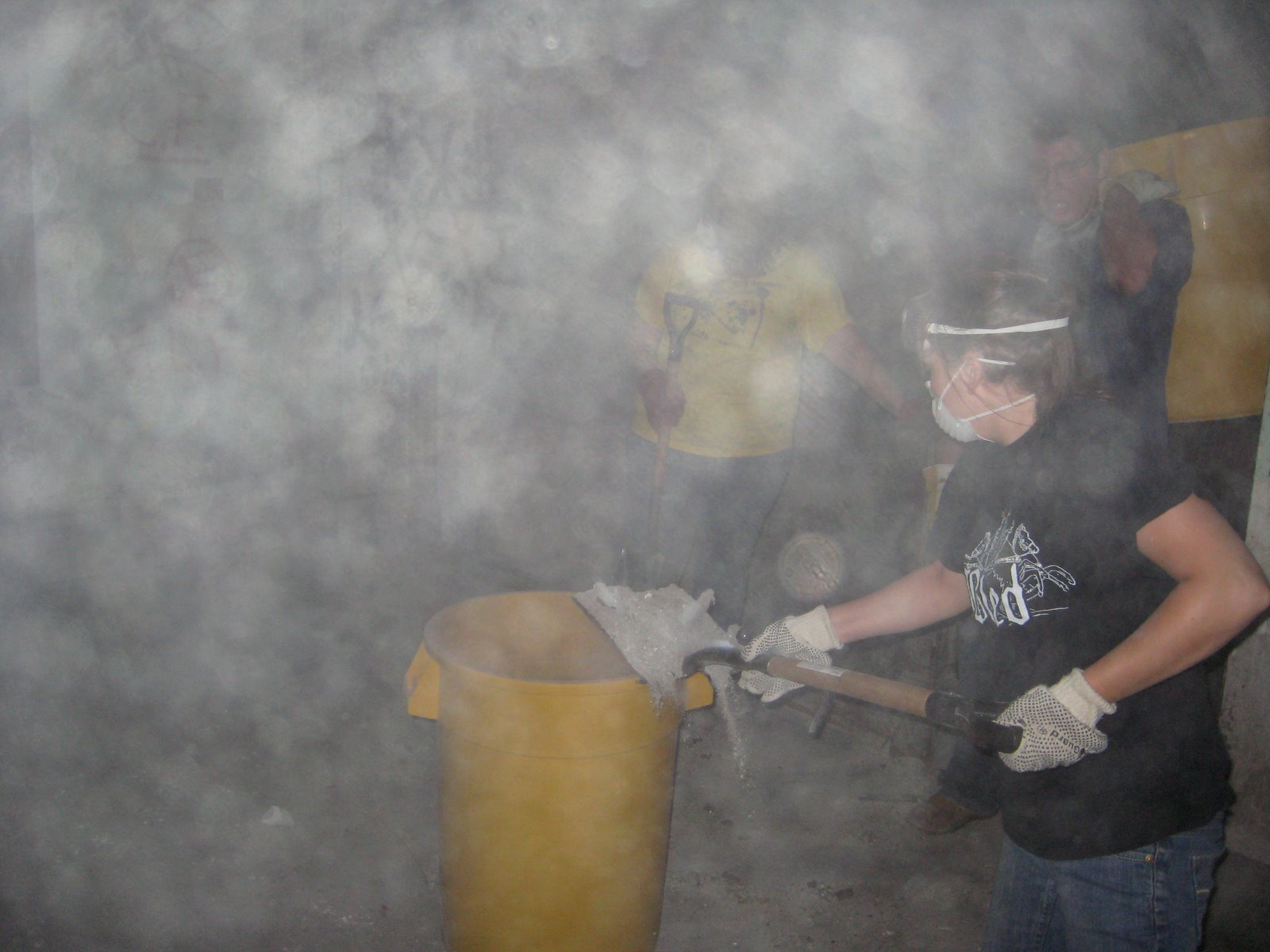
Les déchets de démolition sont une source importante et problématique de poussières, nuisant à la santé.

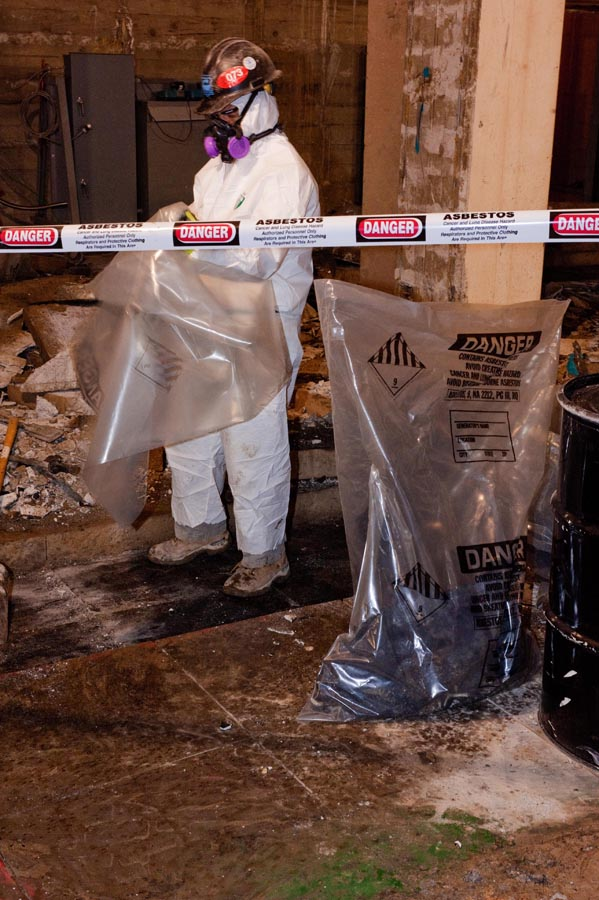
Chantier de désamiantage.

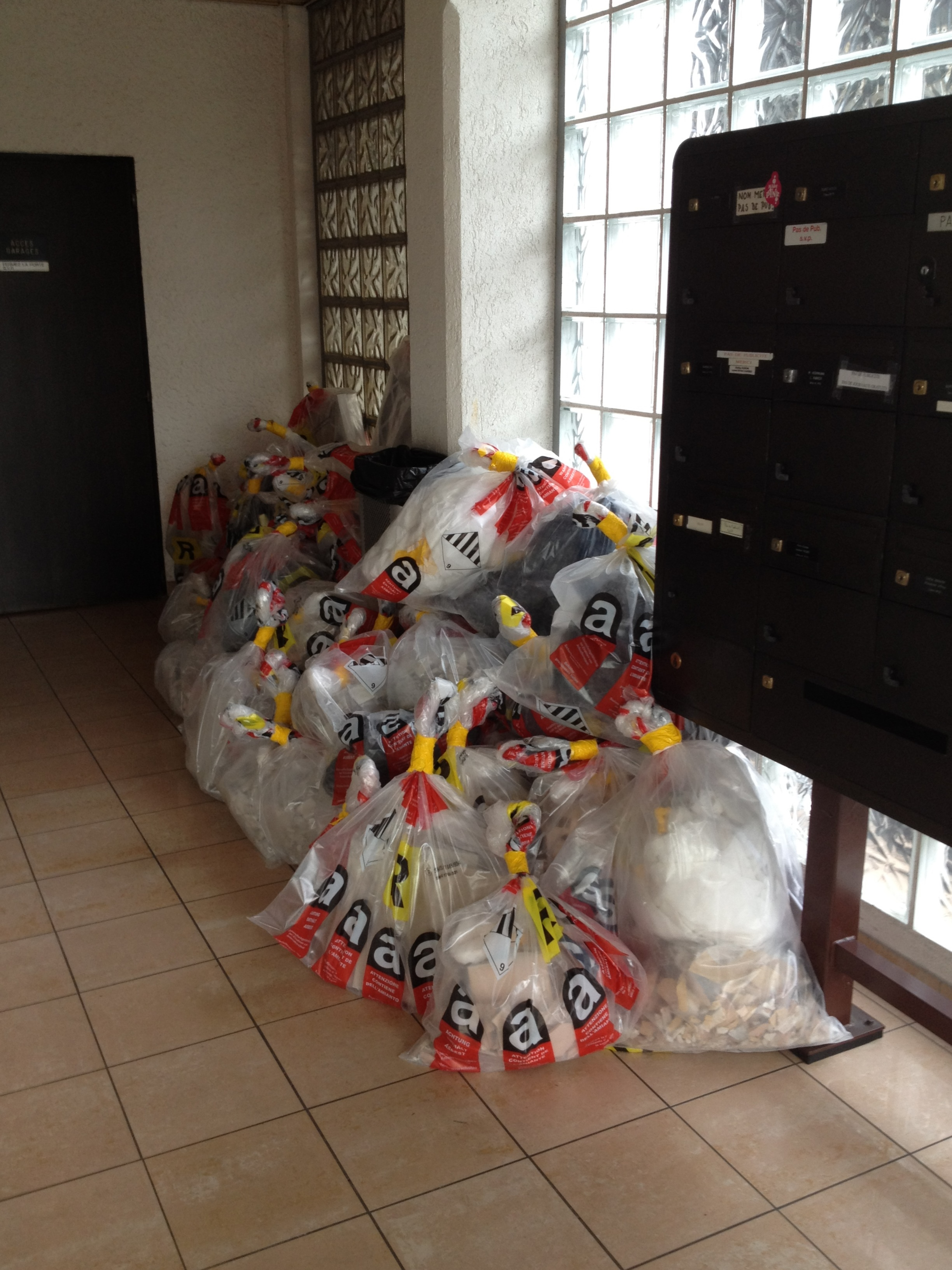
Sacs de déchets de construction amiantés.

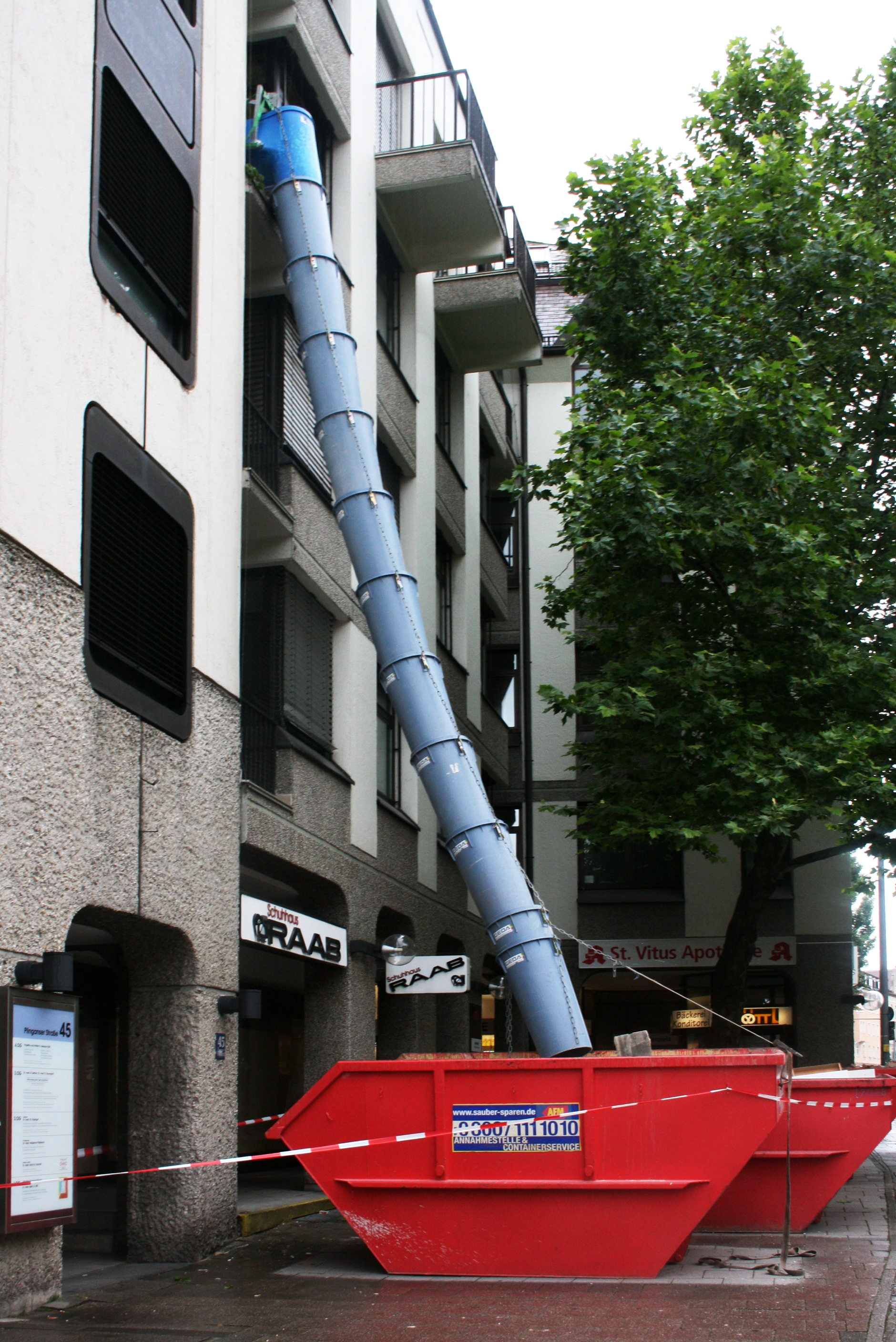
Conduite amovible et fermée de descente de déchets vers une benne, limitant les envols de poussière et le risque pour les passants.

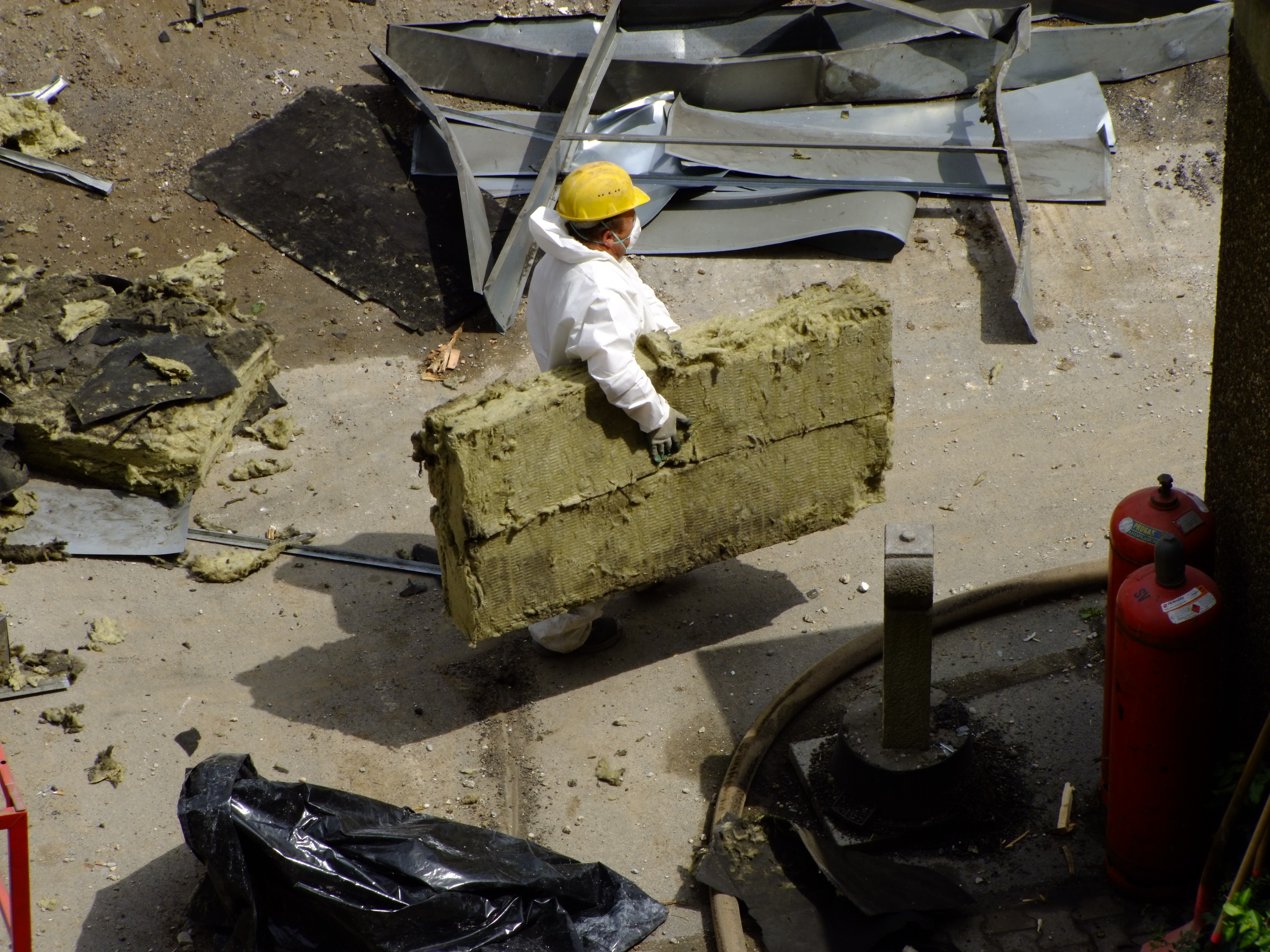
Les isolants minéraux sont sources de fibres problématiques pour la santé (Amiante tout particulièrement).

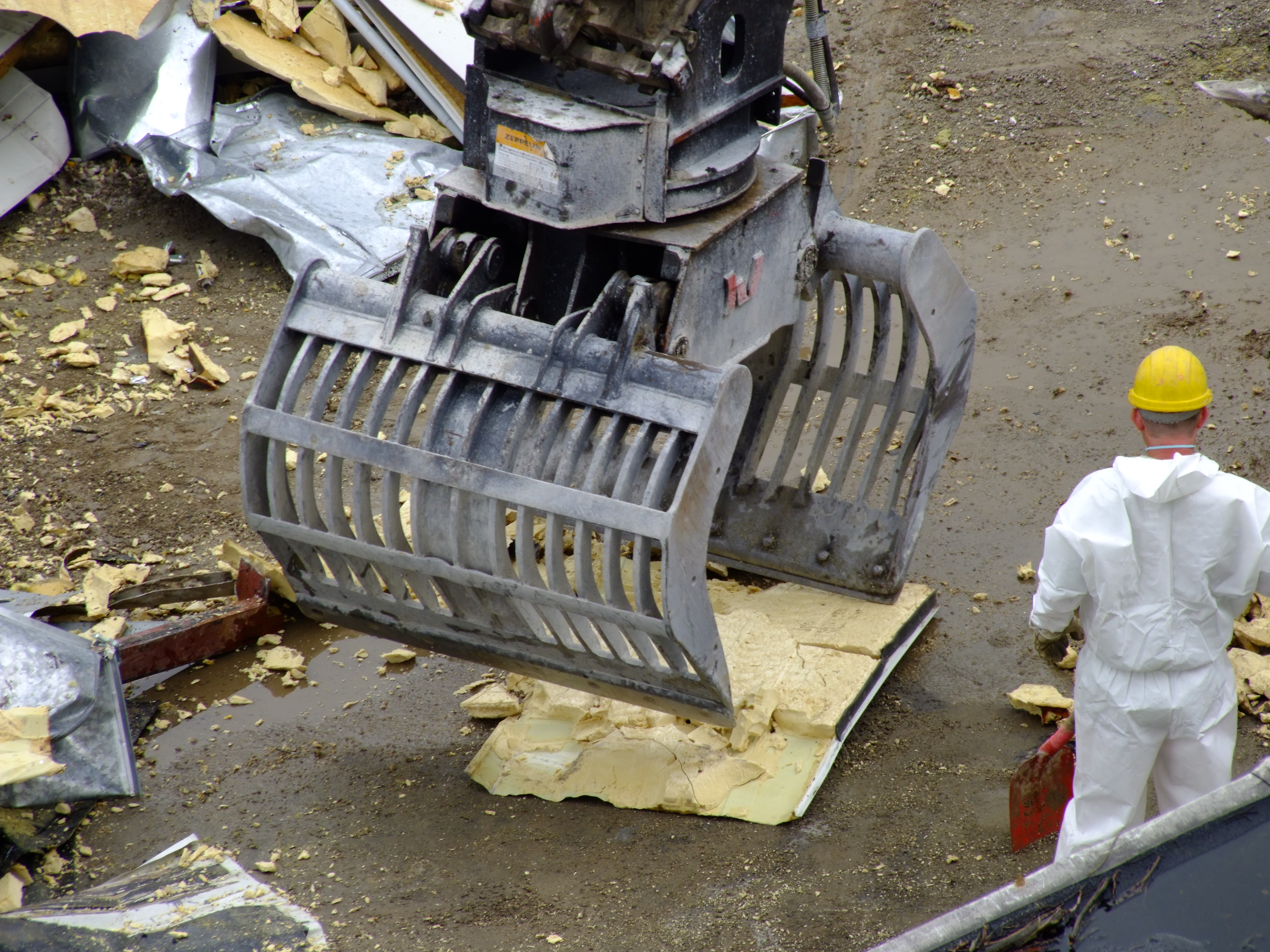
Les isolants de mousses synthétiques collés à un support de plâtre ou de métal sont difficiles à séparer et trier (ils pourraient potentiellement être recyclés, mais ne le sont pas.

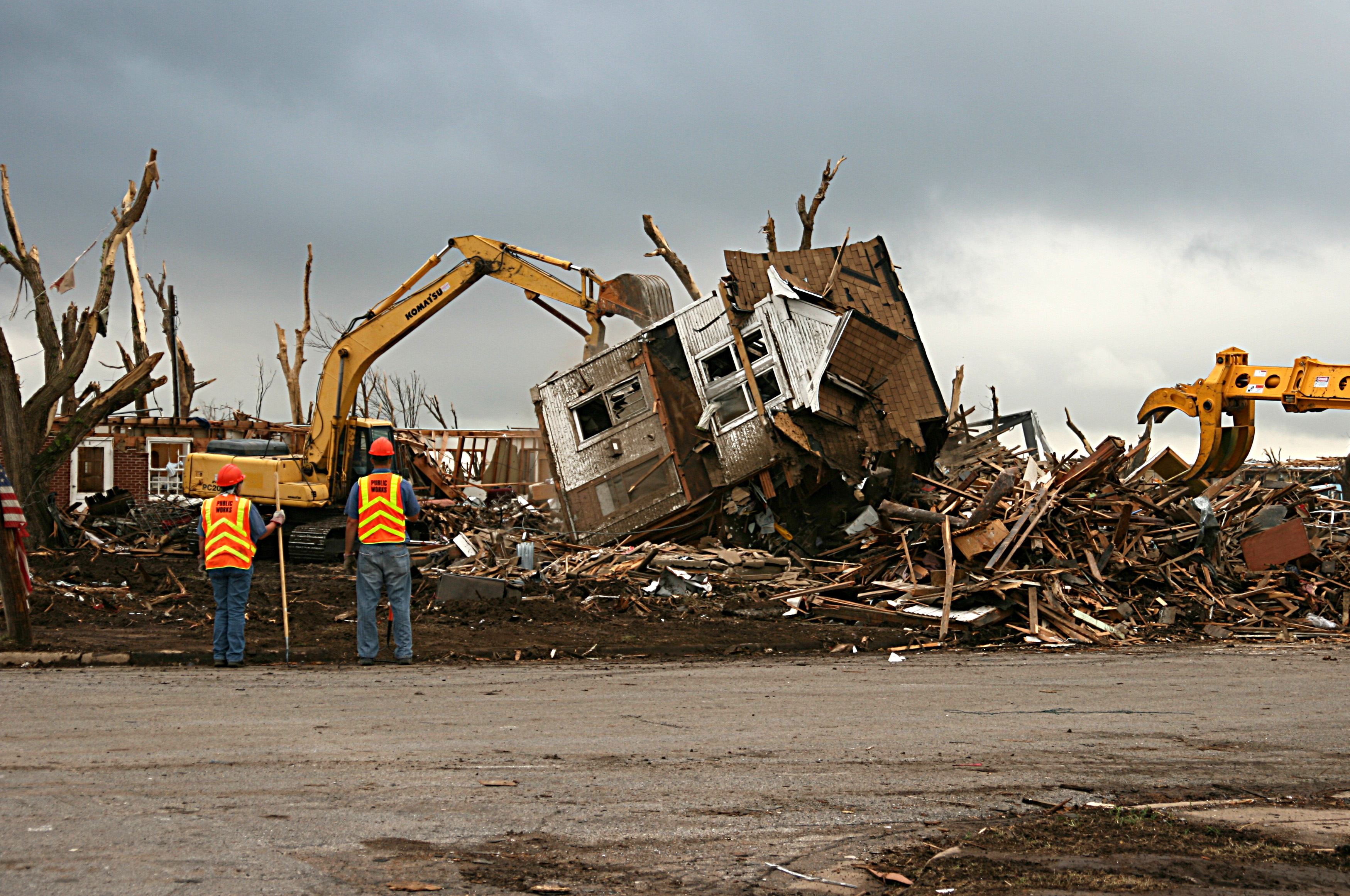
Les catastrophes naturelles génèrent aussi une grande quantité de déchets : ici après le passage d'une tornade F5 à Greensburg (Kansas, en mai 2007), les débris de cette maison seront transférés vers la décharge locale avant la fin de la journée.

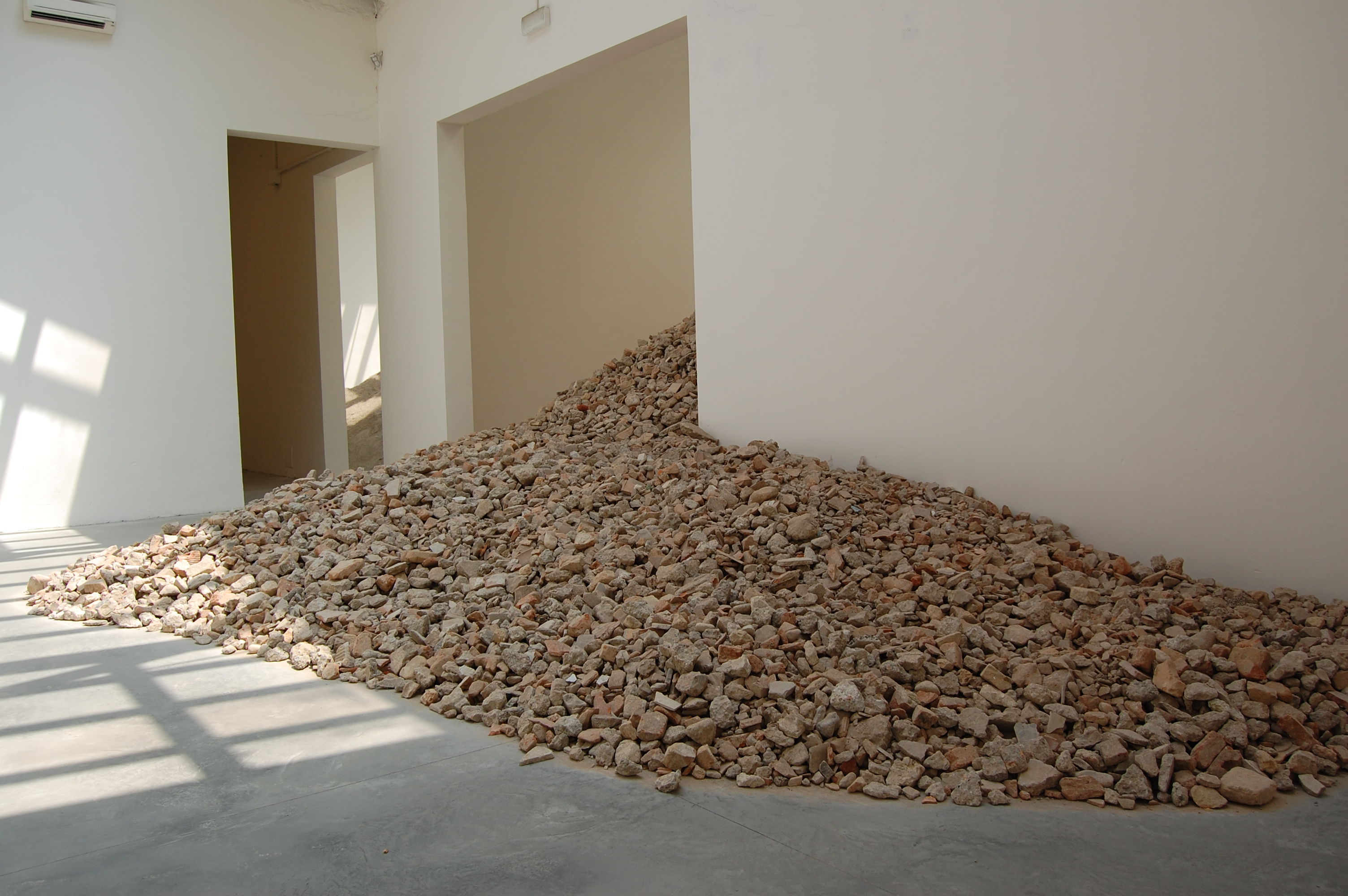
Œuvre de Lara Almarcegui, présentée à la Biennale de Venise en 2013.

Les déchets du BTP ou déchets de la construction, ou déchets du bâtiment et des travaux publics sont tout déchet provenant du secteur du bâtiment et des travaux publics (construction, réhabilitation, démolition et déconstruction dans les domaines du bâtiment et des travaux publics). Ils consistent en déchets de construction, et en déchets de démolition.
Parmi ceux-ci figurent des déchets inertes (ex : briques, tuiles, céramiques, pierre, bétons, terres et granulats non pollués et sans mélange, déchets de matériaux de terrassement tels que limons, loess, graves limoneuses, enrobés bitumineux sans goudron, etc.), des déchets non dangereux non inertes (bois, plâtre, terres humiques, etc.), voire des  déchets dangereux (ex : déchets amiantés, plomb, bois traités, matériaux souillés par des peintures au plomb, solvants, DIB souillés par des substances dangereuses, goudrons et matériaux contenant des goudrons, etc.).  
Ils comptent pour une part significative des impacts environnementaux de la vie d'un bâtiment ou d'une infrastructures. Dans une logique de soutenabilité de la filière et donc d'économie circulaire, les déchets du BTP tendent à être mieux collectés et recyclés (par exemple, après broyage, lavage et tamisage comme granulat pour le béton (mais la teneur en sulfates de certains déchets du BTP rend leur valorisation délicate, impossible pour certains usages, car les sulfates sont solubles dans l'eau et causes de pollution ; et ils sont sources de risques d'instabilité dimensionnelle dans les matériaux qui les intègrent), soit à partir des chantiers même soit via des déchèteries spécialisées.

## Histoire
Leur production pourrait dater de la préhistoire et elle est manifeste durant l'antiquité, mais sans commune mesure avec les milliards de tonnes de déchets générés par les chantiers chaque année dans le monde contemporain. Elle est une des composantes de l'anthropocène.
Cette production augmente autour des villes et des infrastructures, ainsi que lors de catastrophes naturelles (tremblements de terre, ouragans, etc.) et de guerre. De nombreuses traces sont trouvées dans les sols, même dans des milieux dits « naturels ».

## Enjeux
Ces déchets sont source de nuisance et/ou de pollution. Ils correspondent souvent à un gaspillage de ressources économiques, naturelles. Le sable constitue une matière première en voie d'épuisement. Ces déchets sont presque toujours transportés par camion, et en France peu par voie d'eau. En raison de leur caractère pondéreux et volumineux, leur de transport et leur transformation nécessitent une énergie grise très élevée. Dans le cas de démolition d'installations militaires, nucléaires, industrielles et agricoles, ou en situation post-catastrophe, des risques chimiques, biologiques et sanitaires particuliers sont à prendre en compte.

## Statistiques

### En Chine
La Chine, où une nouvelle administration consacrée aux déchets de la construction urbaine a été créée en 2005, est l'un des pays produisant le plus de déchets de construction et de démolition. En 2008, il est estimé que la construction chinoise générait environ 100 millions de tonnes de déchets par an et que la démolition en ajoutait 500 millions de tonnes. En 2017, une évaluation plus fine (basée sur les statistiques officielles, mais en les croisant croisant avec diverses sources indépendantes) donne : environ 1,13 milliard de tonnes de matériaux de construction et de démolition produits dans le pays en 2014 (soit un peu moins que la moyenne annuelle estimée du début des années 2010). En 2012, la seule ville de Shanghai a généré environ 13,71 millions de tonnes de déchets de construction/démolition (à 80 % constitués de béton et brique et pavés). À l'avenir, le BIM devrait permettre de faire des évaluations prospectives plus fines.

### En France
En France, théoriquement depuis 1992 les déchets pouvant être valorisés ne devraient plus être acceptés en décharges (celles-ci étant réservées aux déchets ultimes) mais après les Assises d'Agen des 10 et 11 septembre 2002, la ministre de l'Écologie et du Développement Durable a assoupli la mise en œuvre de cette exigence. 
Il faut attendre une circulaire ministérielle du 15 février 2000 pour que les représentants de l'État (via les DDE) puissent faire intégrer  (avant 2002) le traitement des déchets du BTP aux plans départementaux de prévention et de gestion des déchets non dangereux pour respecter les dispositions de la loi du 13 juillet 1992, qui seront eux-mêmes ensuite intégrés dans les PRPGD (plans régionaux de prévention et de gestion des déchets).
Vers 2015, le BTP est à la fois le premier consommateur de ressources naturelles minérales (plus 440 millions de tonnes de granulats extraits) et le premier producteur de déchets (plus de 260 millions de t/an de déchets produits) ; contre plus de 310 millions de t au début des années 2000 selon M Mottot « Les activités du BTP en France génèrent 31 millions de tonnes par an de déchets et d'excédents de chantiers pour l'industrie du bâtiment et 280 millions de tonnes pour les travaux publics », en partie grâce ou à cause de la crise de 2008 qui a freiné la construction, mais aussi grâce à une progression du recyclage.
Il faut ajouter à ces chiffres les déchets de même nature produits par les ménages : en 2013 les déchets produits uniquement par les ménages étaient évalués à 29,3 Mt dont 3,6 Mt de déblais et gravats et 0,7 Mt de déchets dangereux. 
À titre d'exemple (car les estimations varient selon les sources et les méthodes de calcul), en France en 2012 les déchets municipaux représentaient 35 millions de tonnes. Les déchets du BTP en 2008 en représentaient 254 millions de tonnes, soit plus de 7 fois plus [estimation ADEME reprise par Mongeard  & Santos (2017)]). 
En 2006, plus de 100 millions de tonnes finissaient encore en décharge, dont 29  millions  de  tonnes  illégalement en décharge sauvage selon Pasquet (2006).
En 2007 (juste avant la crise de 2008), le BTP a consommé 560 millions de tonnes de granulats et matériaux assimilés (dont 129 millions de tonnes, soit 23 % provenait de déchets de chantiers de BTP; cette année là le BTP a probablement produit plus de 343 millions de tonnes (chiffre 2004), selon Crosnier et Leray  en 2007 . 
En 2010, le BTP a produit environ 230 millions de tonnes de déchets inertes (constituant 90 % environ des déchets de ce secteur mais aussi plus de 70 % de la production totale de déchets du pays). Cette année 2010 ces matériaux ont été valorisés ou  recyclés à raison de 70 % via trois filières : 1) valorisation in situ des matériaux de déconstruction routière (plus de 100 millions de tonnes de matériaux dit assimilés) ; 2) valorisation agricole en espaces verts ou pour le réaménagement de carrières en  fin  d’exploitation  (50 millions  de  tonnes) ; 3) substitut de granulats via des plateformes de recyclage (15 millions de  tonnes) ; il restait près de 60 millions de  tonnes mises en décharge de déchets inertes (ISDI), quantité qui devra encore être réduite d'au moins un quart avant 2020 pour respecter la directive-cadre de 2008 sur les déchets (ceci signifie que de 200 à 2020, environ 15 millions de tonnes de déchets de  plus seront à traiter et recycler en  granulats, ce qui revient à doubler la production de 2010 de granulat recyclé).
En France, pour les Pays-de-la-Loire le ratio serait de 0.33 t de déchet de BTP produit par équivalent-habitant et par an (chiffre actualisé par la FFB et l'ADEME en 1999).
Rapportés à un habitant, les déchets de la construction représentent 3,4 t.

## Caractérisation (composition, qualité, toxicité, risque sanitaire)
Les déchets du BTP sont en grande partie plus ou moins inertes, mais ils sont surtout généralement lourds et volumineux.
Les déchets de construction, et plus encore de démolition peuvent contenir des produits dangereux (débris de verre, fer rouillé, et autres objets perforants ou tranchants...) et/ou des déchets toxiques (métaux, métalloïdes, pesticides qui peuvent être retrouvés dans les lixiviats et polluer les eaux superficielles et souterraines, puis les écosystèmes), minéraux toxiques tels que le laines minérales, dont l'amiante sous diverses formes... ; ils sont également source d'empoussièrement.
Rarement, ils peuvent contenir des biocontaminants (microbes, champignons, parasites), des organismes invasifs et/ou indésirables (ex: rats, termites, puces...) ; ils doivent alors être gérés en maitrisant le risque sanitaire. 
Certains de ces déchets sont difficiles à manipuler même avec des engins, souvent source de poussière et donc source de pénibilité du travail et de troubles musculo-squelettiques, notamment chez les artisans et personnels de petites entreprises  
Caractériser précisément les déchets du BTP et leurs flux locaux et globaux est déterminant pour leur gestion et les choix des manières de collecter, trier, transporter et traiter ces déchets, au regard des enjeux climatiques et de santé environnementale, de réglementation et d'investissements. En France les diagnostics plomb, amiante obligatoire en cas de vente, réhabilitation et démolition peuvent aider à qualifier le risque.
Une tendance marquée du XXe siècle a été de "valoriser" des cendres volantes (industrielles, de centrales énergétiques et d'incinérateurs) ainsi que des contenus de certains crassiers de centrales thermiques et d'importantes quantités des déchets industriels (métallurgiques notamment) en  les vendant ou offrant comme des matériaux pour le secteur du BTP ou en les intégrant plus en amont dans le ciment. 
Ainsi des déchets légèrement radioactifs, des déchets de bitume, des déchets de démolition, des déchets miniers et des déchets métallurgiques ont abondamment été utilisés comme sous-couche routière ou pour combler des tranchées d'enfouissement de tuyaux ou de câbles, comme substitut partiel au sable et/ou au gravier. Quand leur qualité le permettait (forte proportion de sable et pollution modérée) les sédiments de canaux et de dragage portuaire sont également réutilisables (sédimatériaux). 
En outre, après les guerres (dont en Europe près les deux guerres mondiales), dans l'urgence de la reconstruction  de nombreux trous d'obus, de mines, tranchées, carrières ont été comblées avec les matériaux issus des ruines, pouvant encore contenir du plomb (céruse de plomb) et des munitions non-explosées. C'est le cas en France dans l'ancienne zone rouge, de même après certains grands accidents industriels. 
Enfin, dans les régions industrielles et de périurbanisation certains déchets du bâtiment et de la construction ont localement pu être utilisés pour combler des mares, des marais, des fossés, des carrières, parfois avec des déchets industriels toxiques qui peuvent alors polluer la nappe et les écosystèmes). 
D'autres (ou les mêmes) ont été plus ou moins bien inertés (ex : déchets d'aciéries, scories Waelz, et scories de première fusion de plomb et de zinc .) et également utilisés comme matériaux bon marché...  mais après un certain temps ces déchets redevenus des matériaux peuvent redevenir des déchets et poser problème quand ils sont réexposés à l'air libre, à des inondations, aux pluies acides, à l'érosion, à des incendies, etc.

## Collecte
Dans la plupart des pays, la collecte et le traitement des déchets du BTP sont assurés par les filières professionnelles (et très souvent sous-traités par des entreprises privées dans le cadre des chantiers publics).

## Traitement et valorisation
En France hormis pour les terres agricoles et humiques plus faciles à valoriser, de nombreux auteurs jugent que la valorisation des déchets du BTP ne progresse que lentement  et souvent à la suite d'obligations réglementaires. 
1. Recyclage : de nombreux déchets du BTP peuvent ou pourraient être réutilisés comme matériaux par le BTP lui-même[28]. Le taux de recyclage varie considérablement selon les pays et les époques et dans les pays, selon les collectivités. À partir des années 1990-2000, les concept dit d'écologie industrielle et de métabolisme territorial[29] promeuvent une valorisation maximale et au plus près du lieu de production tant que possible[30], mais on estime généralement que le recyclage, (autrefois commun si ce n'est systématique) a reculé et qu'il pourrait nettement progresser[31], tout particulièrement pour les déchets inertes[32]. Dans les zones très urbanisées (Île-de-France par exemple, un enjeu est de trouver des boucles courtes de valorisation, en milieu urbain[33].
2. Réutilisation : divers déchets de démolition (du pavé aux poutres en passant par les planchers anciens, portes fenêtres, etc.) ont un potentiel de réutilisation mais cela nécessite une main d’œuvre importante pour leur récupération et nettoyage.
3. Incinération (parfois avec valorisation thermique et/ou mécanique, en cogénération si possible).
4. Stockage/enfouissement : cette solution est dorénavant de plus en plus réservée aux seuls déchets ultimes[34].

Les deux premières voies devraient se développer dans le cadre d'une économie circulaire et bas-carbone, par rapport aux deux dernières (plus polluantes et sources de gaspillage). Les filières de valorisation devraient bénéficier des déchetteries spécialisées et des sites de traitement qui tendent à se multiplier, au profit de technologies de tri plus sélectives..

### Évolutions, perspectives
Quatre tendances générales se dessinent : 
1. tendance à la « valorisation énergétique » pour le bois et les  plastiques
2. prévention ; visant l'écoconception (avec préfabrication éventuellement) en amont et un diminution de la production de déchets (ménagers notamment ; La loi no 2009-967 du 3 août 2009[35] de programmation relative à la mise en œuvre du Grenelle de l'environnement fixe par comme objectif, une baisse de la quantité d’ordures ménagères et assimilés produits de 5 kg par habitant et par an pour la période 2009-2013. Cet objectif a été atteint. La loi no 2015-992 du 17 août 2015[36] relative à la transition énergétique pour la croissance verte fixe l’objectif de réduire de 10 % des déchets ménagers et assimilés produits d’ici 2020).
3. encouragements à la réutilisation (dans le cadre d'un économie circulaire, mais freinée par le manque d'écoconception) ;
4. à plus long terme, l'impression 3D de bâtiments entiers pourrait poser de nouveaux problèmes pour la déconstruction

## Législation
Dans les pays développés, l'abandon de déchets dans la nature ou dans l'espace public ou privé, qu'ils soient du BTP ou pas, peut être plus ou moins sévèrement réprimé. Par ailleurs, de nombreux pays ont une législation interdisant ou réglementant le brûlage à l'air libre des déchets (parfois source de graves pollutions).  

### Union européenne
Pour tous les États-membres de l'Union européenne, les déchets  de  chantier sont principalement classifiés sous la rubrique 17 du catalogue européen des déchets (« déchets de construction et de démolition (y compris déblais provenant de sites contaminés) ») en 8 sous-rubriques :
- 17 01 : béton, briques, tuiles et céramiques
- 17 02 : bois, verre et matières plastiques
- 17 03 : mélanges bitumineux, goudron et produits goudronnés
- 17 04 : métaux (y compris leurs alliages)
- 17 05 : terres (y compris déblais provenant de sites contaminés), cailloux et boues de dragage
- 17 06 : matériaux d'isolation et matériaux de construction contenant de l'amiante
- 17 08 : matériaux de construction à base de gypse
- 17 09 : autres déchets de construction et de démolition

La directive-cadre sur les déchets de 2008 impose d'atteindre 70 % de valorisation pour l’ensemble des déchets de la construction et de la démolition avant 2020.

#### En France
Depuis 1992, un principe général est de réduire les déchets à leur source (loi du 13 juillet 1992). Pour cela des bonnes pratiques sont recommandées (ex : schéma d’organisation et de gestion des déchets ou Soged) ou imposées (ex : diagnostic déchet et obligatoire en cas de démolition, mais uniquement si la surfaces à démolir dépasse 1.000 mètres carrés). 
Le 1er juillet 2007, les dépôts de déchets inertes du BTP en vue de leur élimination sont soumis à autorisation préfectorale conformément aux dispositions de l'article L541-30-1 du code de l'environnement. 
Le Grenelle de l’environnement a confirmé l'importance des enjeux de gestion des déchets du BTP (économie de ressources naturelles, réduction des émissions de CO2, optimisation des transports, la limitation de mise en décharge...)
En France avant 2010 (après la région Ile-de-France qui a mis en place des plans de prévention et de gestion des déchets du BTP à l’échelle locale) chaque région va dans le cadre de son SRADDET élaborer un Plan régional de réduction et de gestion des déchets qui inclura un volet « Déchets du BTP ». 
80 % des déchets du second œuvre du bâtiment pourraient être recyclés sans surcoût si toutes les parties prenantes de la filière BTP se coordonnaient et triaient leurs déchets en une dizaine de catégories (équipements électriques, lampes/tubes fluorescents, moquettes en dalle, ouvrants, plâtre, plâtre en complexe isolant, PVC rigide, PVC souple et verre plat, métaux ) ; c'est la conclusion du projet Démoclès lancé le 19 novembre 2014 pour 18 mois.
La Loi relative à la transition énergétique pour la croissance verte (LTECV) reprend l'objectif européen de 70 % de valorisation avant 2020, objectif atteignable car les déchets du BTP incluent surtout des inertes (48 %) et des déchets non-dangereux (47 %) et peu de matières dangereuses (5 %). « Sur 24 catégories de déchets de la nomenclature, 15 pourraient déjà être directement recyclées » selon Hervé Grimaud, qui déplore qu'en 2016 seuls 30 % des déchets du second œuvre le soient (ex : Briques, carrelage, mobilier sanitaire, plâtre, plafonds… ).
En 2017 l'Ademe (et la plate forme « Démocles ») rappellent que juridiquement, c'est bien la maîtrise d'ouvrage qui est responsable principal car étant à l'origine de la commande. Il doit « être regardé comme le producteur des déchets de chantier de démolition. L'entreprise de travaux doit être regardée comme le détenteur" ». ces deux acteurs se partagent ainsi la gestion de des déchets-matériaux, gestion qui doit être conforme à la réglementation cependant le maitre d'ouvrage a des responsabilités qui commencent en amont du chantier et se prolongeront au-delà de la fin des interventions (jusqu'à l'élimination et/ou valorisation finale de tous les déchets induits). Il est notamment responsable de la traçabilité des déchets et de la bonne tenue du registre et de l'émission de bordereaux de suivi des déchets dangereux (BSDD), même si c'est souvent l'entreprise de travaux qui assume cette mission (pour le compte du maitre d'ouvrage).
Un rapport de Jacques Vernier, président du Conseil supérieur de la prévention des risques technologiques consacré à la collecte des déchets du BTP a proposé une obligation de reprise des déchets, appuyée par une éco-contribution, mais il avait été mal reçu par les organisations d'industriels, négociants et entreprises. 

L'obligation de créer des déchetteries professionnelles par les négociants a été intégrée dans la loi TECV (théoriquement à partir du 1er janvier 2017, mais des recours déposés par des représentants des professionnels (FNBM ; Fédération du négoce du bois et des matériaux de construction) ont repoussé cette échéance. Finalement en aout 2018 le Conseil d'État a définitivement tranché : les négociants devront construire leur réseau de déchetteries professionnelles, éventuellement mutualisés et en lien avec les collectivités.